# Eulasia rapillyi
Eulasia rapillyi là một loài bọ cánh cứng trong họ Glaphyridae. Loài này được Baraud miêu tả khoa học năm 1988.